# Coriolus antarcticus
Coriolus antarcticus är en svampart som först beskrevs av Speg., och fick sitt nu gällande namn av J.E. Wright & J.R. Deschamps 1972. Coriolus antarcticus ingår i släktet Coriolus och familjen Polyporaceae.   Inga underarter finns listade i Catalogue of Life.